# Donte Jackson
Donte Jackson (New Orleans, 6 febbraio 1997) è un giocatore di football americano statunitense che milita nel ruolo di cornerback per i Pittsburgh Steelers della National Football League (NFL).

## Carriera

### Carolina Panthers
Al college Jackson giocò a football con gli LSU Tigers dal 2015 al 2017. Fu scelto nel corso del secondo giro (55º assoluto) del Draft NFL 2018 dai Carolina Panthers. Il 10 maggio 2018 firmò un contratto quadriennale del valore di 4.81 milioni di dollari. Debuttò come professionista partendo come titolare nella gara del primo turno vinta contro i Dallas Cowboys. Sette giorni dopo mise a segno il primo intercetto in carriera, cui ne fece seguire due nel terzo turno contro i Cincinnati Bengals. La sua stagione da rookie si chiuse con 74 tackle e 4 intercetti.

### Pittsburgh Steelers
Il 13 marzo 2024 Jackson fu scambiato con i Pittsburgh Steelers per il wide receiver Diontae Johnson. Le squadre si scambiarono anche le scelte del sesto giro nell'accordo.